# ゴルフ規則
ゴルフ規則（ゴルフきそく、Rules of golf）は、ロイヤル・アンド・エンシェント・ゴルフ・クラブ・オブ・セント・アンドリュース（R&A）と全米ゴルフ協会（USGA）により制定されたゴルフの基本ルールのことである。原則としてオリンピックイヤーの1月1日から4年ごとに大規模な改正が行われている。また大規模改正のほかに細かく改正されることもある。現在の規則は2019年1月1日に改正された。

## 構成
- 第1章：エチケット
- 第2章：用語の定義
- 第3章：プレーについての規則